# Јохан Висман
Јохан Лукас Висман (швед. Johan Lukas Wissman; Хелсинборг, 2. новембар 1982) је шведски атлетичар, специјалиста за трке на 200 и 400 метара. Тренутно је национални рекордер у обе ове дисциплине. Члан је Спортског друштва Хелсинборг из Хелсинборга

## Спортска биографија
Висман је освојио златну медаљу на Европском првенству у дворани 2009. одржаном у Торину. То је била прва дуго очекивана међународна златна медаља. Постигнути резултат 45,89 је био нови национални рекорд Шведске у трчању на 400 метара у дворани, који је још актуелан.
На светским првенствима је био други на 200 метара на Светском првенству у дворани 2004. у Будимпешти,, а четири године касније у Валенсији, понови други, али на 400 метара са тада личним рекордом 46,04.
Освјио је још једну сребрну медаљу на 200 метара на Европском првенству 2006. у Гетеборгу и опет поставио национални рекорд са 20,38 секунди.
Учествовао је на Светском првенству 2007 у Осаки и био седми, док је на Олимпијским играма 2008. у Пекингу био осми.
Због честих повреда на Европском атлетском првенству 2010. фокусирао се на дисциплину 200 метара. Висман је испао у полуфиналу, јер му је за улазак у финале недостајало 0,02 секунде.